# Mike Browning
Michael George Browning (26 maggio 1964) è un batterista e cantante statunitense, noto per essere stato uno dei fondatori del gruppo musicale death metal Morbid Angel.
Nell'arco della sua carriera ha fatto parte anche di altre band di genere affine, quali Incubus, Nocturnus, Acheron, After Death. Durante la sua attività si è sempre interessato all'occulto e al satanismo
Il suo modo di suonare la batteria si contraddistinse nei primi anni per i ritmi estremamente veloci e per i singolari cambi di tempo. Il suo stile vocale, invece, si improntò inizialmente su uno screaming gutturale ed in seguito sul growl tipico del Death metal.

## Biografia
Mike Browning iniziò a suonare la batteria quando aveva circa 13 anni e decise di diventare un musicista metal ispirandosi ai gruppi di cui era appassionato in quel periodo, tra cui Black Sabbath, Angel Witch, Iron Maiden, Mercyful Fate, e Slayer. Nel 1983, insieme a Trey Azagthoth, partecipò  alla fondazione degli Ice, gli Ice divennero poi gli Heretic ed infine i Morbid Angel. Con questi ultimi, nel 1986 realizzò i demo Scream Forth Blasphemy, Bleed for the Devil e Abominations of Desolation, in cui si dedicò anche alle parti vocali.
Lo stesso anno lasciò la band assieme al bassista Sterling Scarborough e i due, insieme a Gino Marino, formarono gli Incubus con cui incisero un demo nel 1987. Poco dopo Browning e Marino si dedicarono ad un nuovo progetto dando vita ai Nocturnus. Nel 1988 Browning ebbe l'idea di aggiungere un tastierista alla band in modo da poter inserire nelle composizioni delle atmosfere fantascientifiche. Con i Nocturnus realizzò alcuni demo e, nel 1990, l'album The Key a cui partecipò in fase compositiva e in veste di batterista e cantante. In seguito registrò anche le sessioni di batteria per l'album Thresholds che uscì nel 1992.
Poco tempo dopo si unì agli Acheron, di cui fu il batterista dal 1992 al 1994. Con loro realizzò gli album Hail Victory, uscito nel 1995 ma registrato nel 1992, e Lex Talionis del 1994, nel quale vennero inserite delle canzoni scritte anni prima da Browning per i Nocturnus.
Dal 2002 è impegnato con gli After Death, la band in cui è tornato a cimentarsi anche come cantante e come unico autore dei testi. Dal 2013, insieme ad altri membri degli After Death, si dedica al progetto Nocturnus AD, nato con l'intento di realizzare un seguito dell'album The Key dei Nocturnus.

## Discografia

### Con i Nocturnus
- 1990 – The Key
- 1992 – Thresholds

### Con gli Acheron
- 1994 – Lex Talionis
- 1994 – Satanic Victory (EP)
- 1995 – Hail Victory (registrato nel 1992 e pubblicato in seguito a tiratura limitata, contiene le stesse canzoni dell'EP Satanic Victory più alcuni interludi strumentali)

### Con gli After Death
- 2007 – Retronomicon (compilation)